# Cagnac-les-Mines
Cagnac-les-Mines är en kommun i departementet Tarn i regionen Occitanien i södra Frankrike. Kommunen ligger i kantonen Albi-Nord-Ouest som tillhör arrondissementet Albi. År 2022 hade Cagnac-les-Mines 2 607 invånare.

## Befolkningsutveckling
Antalet invånare i kommunen Cagnac-les-Mines
| Referens: INSEE |